# Ocipete
Ocipete (in greco antico: Ὠκυπέτη?, Ōküpètē) è un personaggio della mitologia greca ed era una delle Arpie, figlie di Taumante e di Elettra.
Ocipete viene da ὠκύπους (ōkupous), "piede veloce" e inoltre vuole significare "scorrere" quindi significa "colei che scorre veloce" ὠκύθοος (ōkuthoos).

## Mitologia
Ocipete sorvegliava le sue sorelle e le aiutava a tormentare Fineo, accecato e punito dagli dei, impedendogli di mangiare alcun cibo. Fineo aveva il dono della profezia e gli Argonauti andarono a consultarlo. 

Fineo chiese loro di liberarlo dalle arpie e i due figli di Borea, Calaide e Zete uscirono per attaccarle. Ocipete fu sconfitta e cadde nel Peloponneso. 

Ocipete chiese agli dei pietà per lei e le sue sorelle, Iris si rivolse a Calaide e Zete per fermarli e, in cambio della pace, le Arpie promisero di smettere di tormentare Fineo. Dopodiché si nascosero in una grotta di Creta.